# Orvar
Orvar  è un nome proprio di persona svedese e norvegese maschile.

## Varianti in altre lingue
- Islandese: Örvar, Orvar
- Norreno: Ǫrvar[1]

## Origine e diffusione

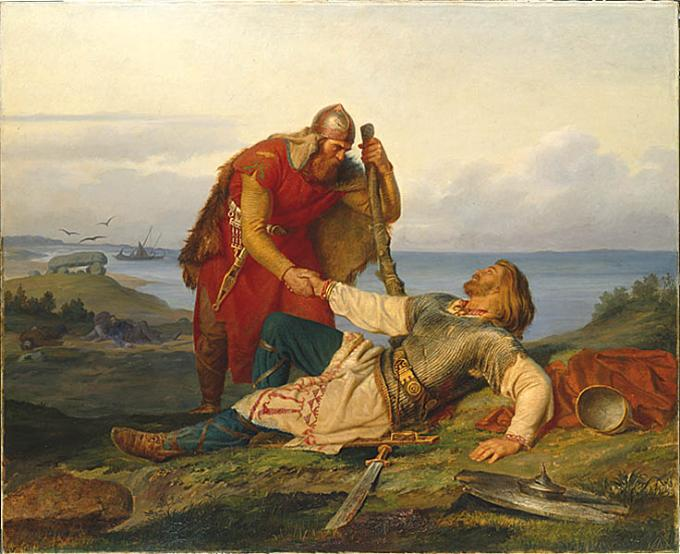
Hjalmar si accomiata da Örvar-Oddr dopo la battaglia di Samsø, in un'illustrazione di Mårten Eskil Winge

Riprende l'epiteto norreno Ǫrvar, basato su ǫr, che vuol dire "freccia"; per semantica, è quindi analogo al nome arabo Siham.
Il nome è portato da Örvar-Oddr, l'eroe eponimo della saga islandese di Oddr l'arciere.

## Onomastico
Essendo un nome adespota, cioè privo di santo patrono, l'onomastico si può festeggiare il 1º novembre, in occasione di Ognissanti.

## Persone
- Orvar Bergmark, allenatore di calcio, calciatore e giocatore di bandy svedese
- Orvar Jönsson, schermidore svedese
- Orvar Lindwall, schermidore svedese
- Orvar Trolle, nuotatore svedese